# Macrocera garretti
Macrocera garretti är en tvåvingeart som beskrevs av Neal L. Evenhuis 2006. Macrocera garretti ingår i släktet Macrocera och familjen platthornsmyggor.
Artens utbredningsområde är British Columbia. Inga underarter finns listade i Catalogue of Life.